# Daisaku Ikeda

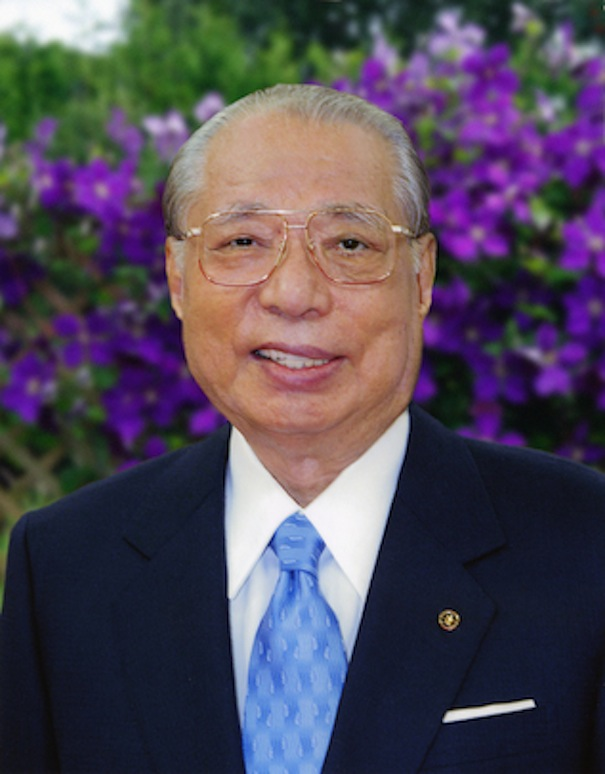
Daisaku Ikeda (2010)

Daisaku Ikeda (japanisch 池田 大作 Ikeda Daisaku; * 2. Januar 1928 in Iriarai (heute: Ōta), Präfektur Tokio; † 15. November 2023 in Tokio) war ab 1960 Präsident der Sōka Gakkai und ab 1975 Präsident der buddhistischen Laienorganisation Sōka Gakkai International, einer Schwesterorganisation der japanischen neuen Religion Sōka Gakkai.
Ikeda war Autor zahlreicher Romane, Essays und Gedichte, hielt Vorträge und führte Dialoge, die sich den Themen Frieden, Kultur und Erziehung auf der Basis des Nichiren-Buddhismus widmeten.
Er trat vor seinem Tod mehr als ein Jahrzehnt lang nicht mehr öffentlich in Erscheinung.

## Leben

### Jugend und buddhistische Prägung

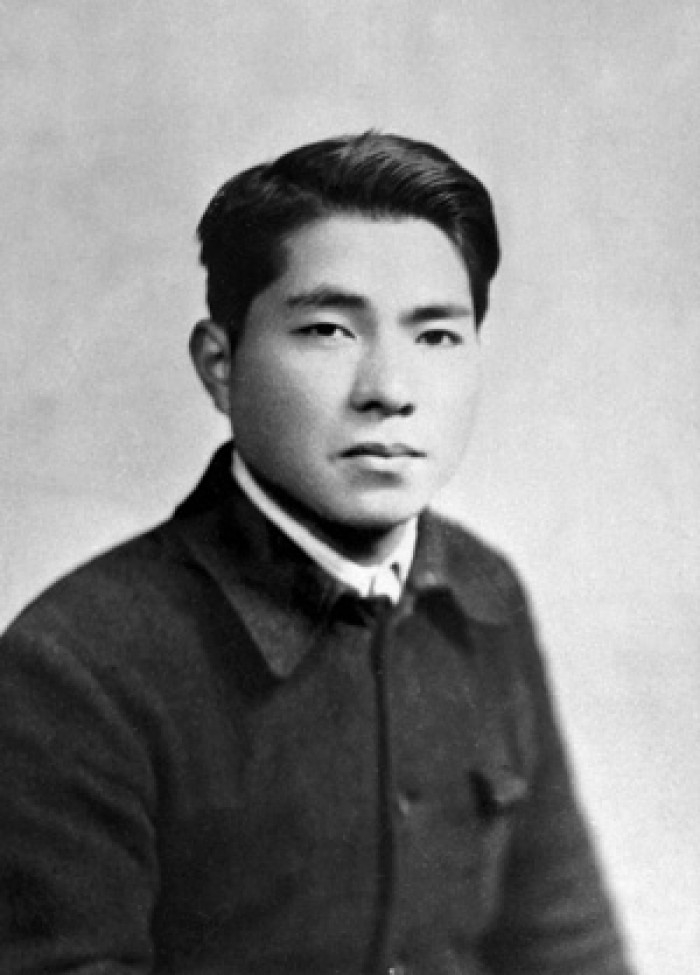
Ikeda im Alter von 19 Jahren (1947)

Daisaku Ikeda wuchs im Japanischen Kaiserreich der frühen Shōwa-Zeit auf. Noch während seiner Kindheit erkrankte er an Tuberkulose. Sein älterer Bruder Kiichi starb als Soldat im Burmafeldzug.
Nach dem Krieg besuchte Ikeda die Abendschule. 1947, im Alter von 19 Jahren, traf er Jōsei Toda, den zweiten Präsidenten der Sōka Gakkai. Die Aktivitäten dieser 1937 gegründeten buddhistischen Laiengemeinschaft basieren auf der Philosophie des buddhistischen Lehrers und Reformators Nichiren (1222–1282). Ikeda beschloss schon nach wenigen Treffen mit Toda, ihn zu seinem persönlichen Mentor zu machen. Er trat noch im selben Jahr der Sōka Gakkai bei. Unter Todas Anleitung studierte Ikeda den Mahayana-Buddhismus von Nichiren. Er befasste sich mit Kunst, Literatur und Philosophie sowohl Asiens als auch des Abendlandes.
1952 war Ikeda an einem Vorfall beteiligt, in dessen Verlauf es zu gewalttätigen Handgreiflichkeiten gegenüber einem Priester der Nichiren-Shōshū kam. Bei dem Vorfall, auch bekannt als „Ogasawara-Vorfall“ bzw. „Waschbär-Hund-Vorfall“, berichten Quellen auch davon, dass Toda den Priester Jimon Ogasawara zweimal schlug. Grund für die Tätlichkeiten war, dass Mitglieder der SG den Priester für den Tod  Tsunesaburō Makiguchis (des ersten Präsidenten der Soka Gakkai) mitverantwortlich machten.
Nach dem Tod von Josei Toda im Jahre 1958 folgte Ikeda ihm als Leiter der Sōka Gakkai, wobei Ikedas Verhältnis zu Todas zweiter Frau und Witwe, Iku Toda, sowie deren Familie, als stets distanziert beschrieben wird. Am 3. Mai 1960 übernahm Ikeda die Präsidentschaft der Sōka Gakkai und brach im Oktober 1960 zu seinem ersten Überseebesuch in die USA, Kanada und Brasilien auf. Danach reiste Ikeda regelmäßig ins Ausland.

### Reise und Dialog
Seit über 40 Jahren suchte Daisaku Ikeda mit Vorträgen und Reisen immer wieder den direkten persönlichen Kontakt und offenen Meinungsaustausch mit Menschen weltweit. Er führt zahlreiche Dialoge mit Persönlichkeiten aus Politik, Philosophie, Bildung, Kunst und Wissenschaft über soziale und friedenspolitische Themen. Viele dieser Dialoge – unter anderem mit Tschingis Aitmatow, Josef Derbolav, Michail Gorbatschow, Nelson Mandela, Linus Pauling, Aurelio Peccei (Club of Rome), Arnold J. Toynbee, Johan Galtung – sind veröffentlicht und in über 30 Sprachen übersetzt. Unter den zahlreichen Führungspersönlichkeiten, die Ikeda traf, befanden sich auch unrühmliche Zusammenkünfte wie die mit Li Peng, Nicolae Ceaușescu und Manuel Noriega. Die Sōka Gakkai widmete Noriega einen Garten auf einem Gelände der Sōka Gakkai in Fujinomiya, nach der Inhaftierung Noriegas wurde der Garten ohne weitere Feierlichkeiten entfernt.
Sein aktiver Einsatz für Frieden und Abrüstung begann 1968. Im Kalten Krieg forderte Ikeda von der japanischen Regierung eine Entschuldigung für die an den Chinesen begangenen japanischen Kriegsverbrechen im Zweiten Weltkrieg. Trotz heftiger Kritik im eigenen Land setzt er sich, neben anderen Persönlichkeiten wie Ishibashi Tanzan, nachdrücklich für die Wiederaufnahme diplomatischer Beziehungen ein, die dann 1972 erfolgte. In Anerkennung seiner Bemühungen erhielt Daisaku Ikeda 1986 als erster Ausländer die „Auszeichnung für Frieden und Freundschaft“ der Volksrepublik China.

### Die Sōka Gakkai International
Am 26. Januar 1975 gründete Ikeda die „Sōka Gakkai International“ (SGI) als internationalen Dachverband der nationalen Sōka Gakkai Gemeinschaften. Die SGI versteht sich als „Gesellschaft für Frieden, Kultur und Erziehung“ und zählt derzeit, nach eigenen Angaben, etwa 12 Millionen Mitglieder in 190 Ländern. 1979 trat Ikeda als Präsident der Sōka Gakkai zurück und übernahm somit die Verantwortung für seine angeblichen Abweichungen von der Lehre der Nichiren-Shōshū, wie es ihm von einigen Nichiren-Priestern vorgeworfen worden war. Ikeda wird zum Ehrenpräsidenten der Sōka Gakkai International ernannt. Seit 1983 ist sie den Vereinten Nationen als Nichtregierungsorganisation angegliedert. Sie hat beratenden Status im Wirtschafts- und Sozialrat der Vereinten Nationen und seit 1989 in der UNESCO. 1975 überreichte Daisaku Ikeda UN-Generalsekretär Kurt Waldheim eine Petition mit 10 Millionen Unterschriften zur weltweiten Abschaffung von Atomwaffen und wendete sich regelmäßig mit detaillierten Abrüstungsvorschlägen an die UNO. Er veröffentlicht seit 1983 jährlich zum 26. Januar, dem Gründungstag der SGI, einen Friedensvorschlag zur internationalen Friedensförderung, der sowohl konkrete Maßnahmen, als auch spirituelle Aspekte aus buddhistischer Sicht erläutert. Für seinen Einsatz erhielt er 1983 die Friedensmedaille der Vereinten Nationen.

### Ausschluss aus der Nichiren-Shōshū
Am 11. August 1992 wurde Ikeda neben anderen Führungspersönlichkeiten der Sōka Gakkai aus der Nichiren Shōshū aufgrund religiöser Meinungsverschiedenheiten ausgeschlossen. Die Nichiren Shōshū warf Ikeda vor, er interpretiere die Lehren Nichirens falsch und pflege einen autoritären Führungsstil. Konkret habe er die Position des Hohepriesters einnehmen und so die Kontrolle über die Nichiren Shōshū übernehmen wollen.
Die nachfolgenden Jahre werden beschrieben als eine Zeit, in der sich die SGI von einer durch Ikeda geleiteten Organisation hin zu einer Ikeda gewidmeten Organisation entwickelte. Daisaku Ikeda wurde somit innerhalb der SGI auch „Sensei“ genannt; dies ist ein japanischer Ausdruck für Lehrer, der auch als Ehrentitel für Meister im spirituellen Sinne gilt.

### Tod
Ikeda starb am 15. November 2023 im Alter von 95 Jahren. Ikedas Tod wurde erst am 18. November 2023 öffentlich bekannt gegeben.

## Auszeichnungen

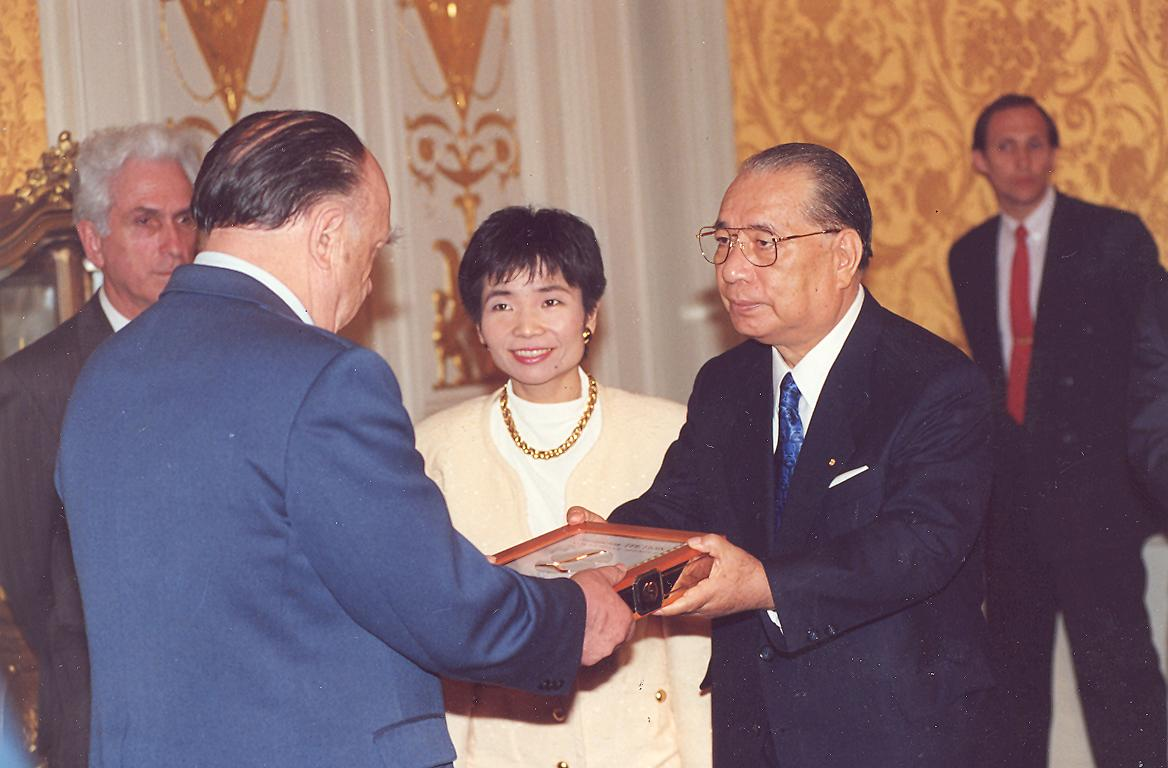
Alexander Nikolajewitsch Jakowlew (links) bei der Verleihung einer Auszeichnung an Ikeda

Als Anerkennung für sein jahrelanges Engagement erhielt Ikeda zahlreiche Auszeichnungen, darunter 1983 die Friedensmedaille der Vereinten Nationen sowie seit 1975 über 380 akademische Auszeichnungen (davon über 120 Ehrendoktorwürden) von vielen Universitäten, 26 Nationale Orden und 800 Ehrenbürgerschaften auf der ganzen Welt, zuletzt die Ehrenbürgerschaft der Stadt Florenz.
Im europäischen Raum wurde er u. a. mit folgenden Ehren ausgezeichnet:
- Mahatma M. K. Gandhi Millennium Award der Mahatma M. K. Gandhi Foundation for Non-Violent Peace, 2000 in Norwegen
- Gold Medal of Merit der European Academy of Sciences and Arts, 2000 in Österreich
- Seal of Peace der Stadt Florenz, 2000 in Italien
- Großkreuz des St. Agatha-Ordens, 2001 in San Marino
- PRIO Prize for the Promotion of Peace and the Support of Peace Research des International Peace Research Institute (PRIO), 2002 in Norwegen
- Wappen der Stadt Bingen am Rhein, 2005 in Deutschland
- Messenger of World Peace Award der Organisation for the Research of World Peace (ORPM), 2006 in Frankreich, Sitz der Organisation in Nigeria[21]
- Verdienstorden der Italienischen Republik (Großoffizier), 2006 in Italien
- Orden der Freundschaft, 2008 in Russland
- Order of Peace, 1. Klasse, Ukrainian Peace Council, 2012 in der Ukraine[22]

Daisaku Ikeda ist Ehrenmitglied des Club of Rome.
Die kommunistische Partei Chinas würdigte ihn als Alten Freund des chinesischen Volkes.

## Zitate
„Worte, die aus dem Herzen kommen, haben die Kraft, das Leben eines Menschen zu verändern. Sie haben sogar die Kraft, die Eiswände des Misstrauens, die Völker und Länder voneinander trennen, zu schmelzen.“

„Was unsere Welt am meisten benötigt, ist eine Erziehung, die eine Liebe für die gesamte Menschheit fördert. Es geht darum, den Charakter zu entwickeln, eine intellektuelle Grundlage für die Verwirklichung des Friedens zu schaffen und die Lernenden in die Lage zu versetzen, ihren Beitrag zur Verbesserung der Gesellschaft zu leisten.“

„Menschliche Größe erwächst aus den Bemühungen um das Glück anderer Menschen. Man kann sich nur dann als wahrhaft menschlich bezeichnen, wenn man sich dem Glück von Freunden und Mitmenschen widmet.“

„Die menschliche Revolution eines einzigen Menschen wird dazu beitragen, das Schicksal einer ganzen Gesellschaft zu verändern und schließlich das Schicksal der gesamten Menschheit.“

## Kontroversen
Der öffentliche Einfluss und die Bedeutung von Ikeda und der Sōka Gakkai wird durch kontroverse Berichterstattungen und Kritik in der internationalen Presse begleitet. Eine von einem ehemaligen Mitglied angestrengte Klage gegen Ikeda wegen angeblicher Vergewaltigung wurde am 26. Juni 2001 endgültig vom Obersten Gerichtshof Japans abgewiesen.
Im Jahre 1984 veröffentlichte Polly Toynbee im Guardian eine kritische Betrachtung des Zusammentreffens zwischen Daisaku Ikeda und ihrem Großvater Arnold J. Toynbee. Sie beschrieb das Buch, welches ihr Großvater mit Ikeda veröffentlichte, als eines der Werke die besser vergessen werden sollten.
Insbesondere der Personenkult um Ikeda, sowie damit einhergehend sein Führungsstil und Machtbereich, stehen oft in der Kritik. Aufgrund der hierarchischen Struktur innerhalb der Sōka Gakkai und der Meister-Schüler-Beziehung zwischen Ikeda und den Mitgliedern kann angenommen werden, dass Ikeda die Organisation autoritär führte. Die an Personenkult grenzende Verehrung Daisaku Ikedas wird mit Befremden und Misstrauen betrachtet. Ebenso wird die Anwendung des Prinzips der „Einheit von Meister und Schüler“ als eine Unterdrückung jeglicher Kritik angesehen. Ehemalige Mitglieder kritisieren zudem die zu starke Kontrolle durch die Organisation. Hinsichtlich der Trennung von Staat und Religion und daraus resultierenden verfassungsrechtlichen Bedenken beschäftigen sich seriöse Kritiker jedoch eher mit Ikedas Rolle als „graue Eminenz“ der japanischen Politik. Seit der Gründung der Kōmeitō wird wiederholt behauptet, sein primäres Ziel sei es gewesen, das politische System Japans zu stürzen und die Kontrolle über die Regierung zu übernehmen. In diesem Zusammenhang waren in den 1990er Jahren einige Politikwissenschaftler der Ansicht, Ikeda sei faktisch die mächtigste Person in Japan.